# 隆安秋海棠
隆安秋海棠（学名：Begonia longanensis）为秋海棠科秋海棠属的植物。分布于中国大陆的广西等地，多生长在山沟中，目前尚未由人工引种栽培。